# Asiatiska vinterspelen 2017
Asiatiska vinterspelen 2017 var de 8:e asiatiska vinterspelen och avgjordes i Sapporo och Obihiro i Japan. Spelen började den 19 februari 2017 och pågick fram till den 26 februari. Spelen skulle från början ha arrangerats under 2015 men 2009 togs beslutet att flytta fram spelen för att de skulle ligga ett år innan olympiska vinterspelen 2018.
I september 2016 meddelades att tävlande från Oceanien var välkomna att delta i spelen. Dess resultat listades dock separat och deltagarna kunde inte vinna några medaljer. Australien och Nya Zeeland deltog.

## Sporter
Totalt avgjordes 64 grenar i 11 sporter. Bobsleigh, rodel, skeleton och nordisk kombination var de enda olympiska vintersporterna som inte fanns med på programmet. Bandy, som fanns med vid de förra spelen 2011, återkom inte till 2017 års spel.

### Alpin skidåkning

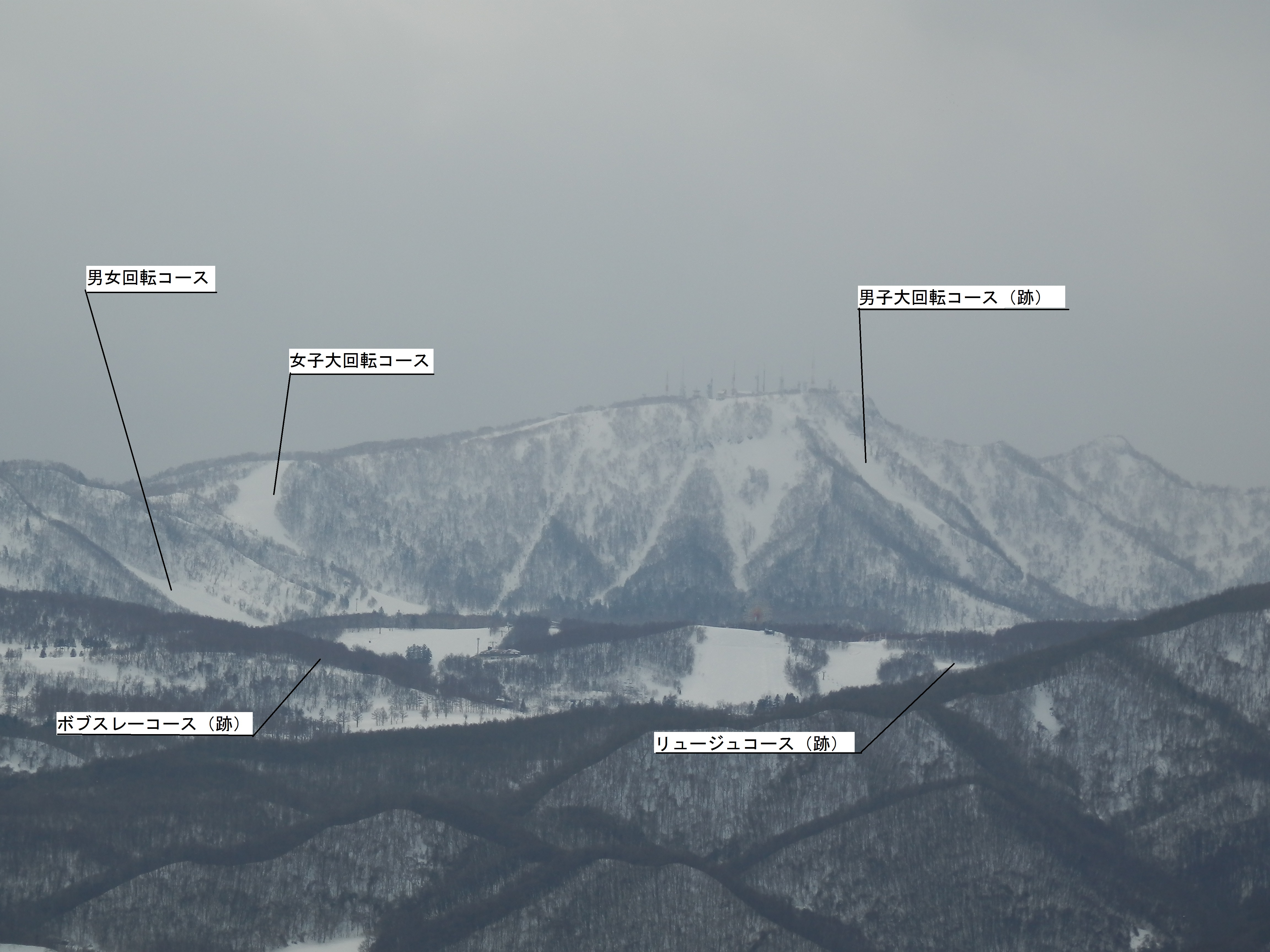
Skidanläggningen i Sapporo Teine

Tävlingarna i alpin skidåkning avgjordes i Sapporo Teine och bestod av fyra grenar.

#### Resultat[6]
| Herrar     | Guld                 | Silver              | Brons                 |
| Storslalom | Yohei Koyama (JPN)   | Kim Hyeon-tae (KOR) | Hideyuki Narita (JPN) |
| Slalom     | Jung Dong-hyun (KOR) | Kim Hyeon-tae (KOR) | Hideyuki Narita (JPN) |

| Damer      | Guld               | Silver         | Brons                 |
| Storslalom | Emi Hasegawa (JPN) | Asa Ando (JPN) | Kang Young-seo (KOR)* |
| Slalom     | Emi Hasegawa (JPN) | Asa Ando (JPN) | Kang Young-seo (KOR)  |

### Backhoppning

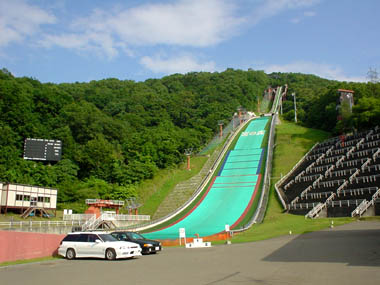
Miyanomori-backen i Sapporo

Tävlingarna i backhoppning avgjordes i Miyanomori-backen och bestod av tre grenar.

#### Resultat[6]
| Herrar           | Guld                                                       | Silver                                                                           | Brons                                                      |
| Normalbacke      | Yukiya Sato (JPN)                                          | Yuken Iwasa (JPN)                                                                | Sergej Tkatjenko (KAZ)                                     |
| Stora backen     | Naoki Nakamura (JPN)                                       | Yuken Iwasa (JPN)                                                                | Marat Zjaparov (KAZ)                                       |
| Lag stora backen | Japan Yuken Iwasa Yukiya Sato Naoki Nakamura Masamitsu Ito | Kazakstan Sabirzjan Muminov Konstantin Sokolenko Marat Zjaparov Sergej Tkatjenko | Sydkorea Lee Ju-chan Choi Heung-chul Kim Hyun-ki Choi Seou |

### Curling
Turneringarna i curling avgjordes i Sapporo curlinarena och bestod av två grenar.

#### Resultat[6]
|        | Guld                                                      | Silver                                                                                  | Brons                                                                            |
| Herrar | Kina Liu Rui Xu Xiaoming Ba Dexin Zang Jialiang Zou Qiang | Japan Yusuke Morozumi Tetsuro Shimizu Tsuyoshi Yamaguchi Kosuke Morozumi Koshuke Hirata | Sydkorea Kim Soo-hyuk Park Jong-duk Kim Tae-hwan Nam Yoon-ho Yoo Min-hyeon       |
| Damer  | Kina Wang Bingyu Wang Rui Liu Jinli Zhou Yan Yang Ying    | Sydkorea Kim Eun-jung Kim Kyeong-ae Kim Seon-yeong Kim Yeong-mi                         | Japan Satsuki Fujisawa Mari Motohashi Chinami Yoshida Yurika Yoshida Yumi Suzuki |

### Freestyle
Tävlingarna i freestyle avgjordes i Sapporo Bankei skidarena och bestod av fyra grenar.

#### Resultat[6]
| Herrar               | Guld                  | Silver             | Brons                  |
| Puckelpist parallell | Ikuma Horishima (JPN) | Daichi Hara (JPN)  | Dmitrij Reicherd (KAZ) |
| Puckelpist           | Ikuma Horishima (JPN) | Choi Jae-woo (KOR) | Dmitrij Reicherd (KAZ) |

| Damer                | Guld                   | Silver                 | Brons          |
| Puckelpist parallell | Julija Galysjeva (KAZ) | Arisa Murata (JPN)     | Miki Itō (JPN) |
| Puckelpist           | Arisa Murata (JPN)     | Julija Galysjeva (KAZ) | Miki Itō (JPN) |

### Hastighetsåkning på skridskor

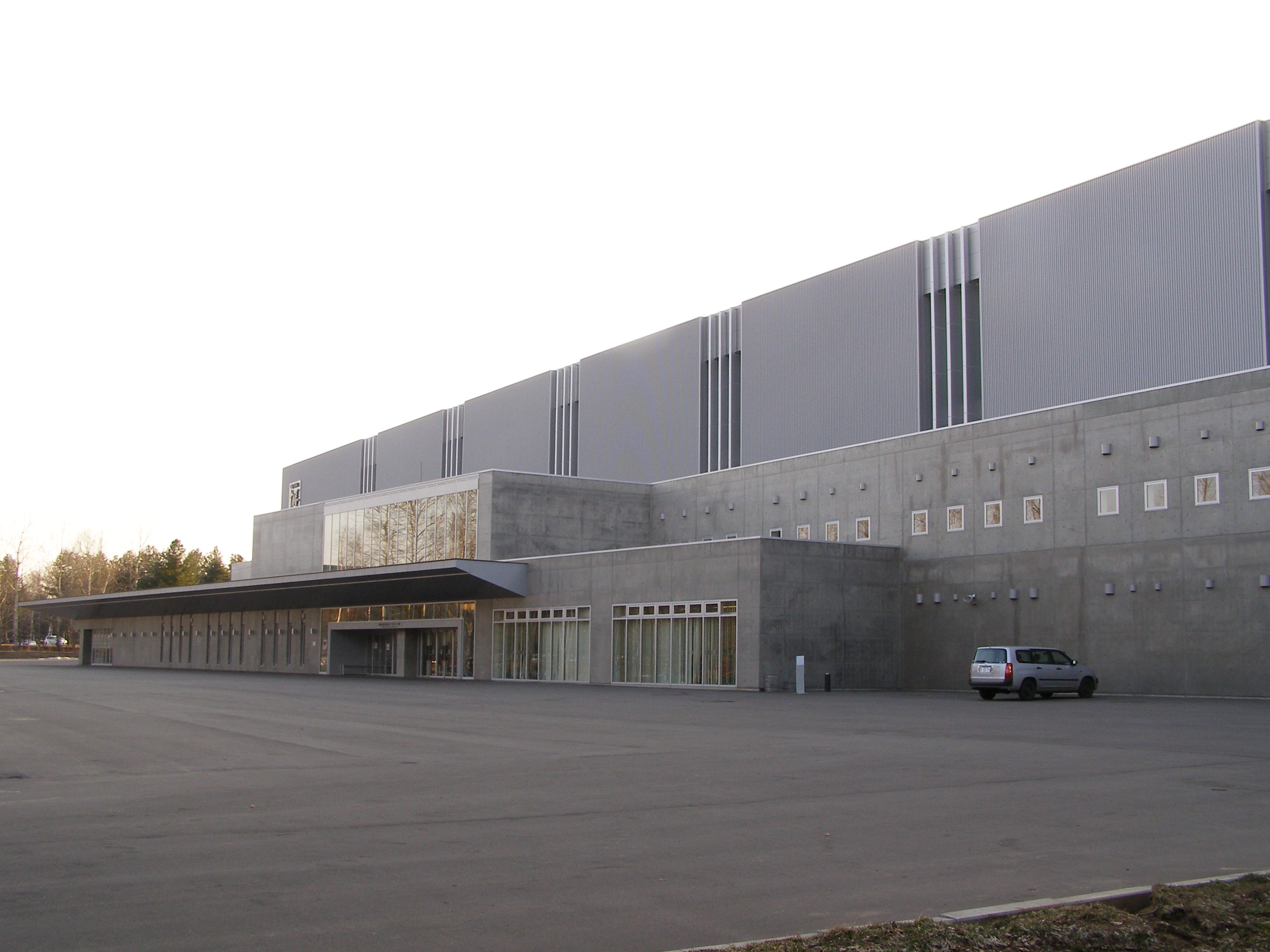
Meiji Hokkaido-Tokachi Oval i Sapporo

Tävlingarna i hastighetsåkning på skridskor avgjordes i Meiji Hokkaido-Tokachi Oval och bestod av 14 grenar.

#### Resultat[6]
| Herrar      | Guld                                               | Silver                                                 | Brons                                                  |
| 500 meter   | Gao Tingyu (CHN)                                   | Tsubasa Hasegawa (JPN)                                 | Cha Min-kyu (KOR)                                      |
| 1000 meter  | Takuro Oda (JPN)                                   | Denis Kuzin (KAZ)                                      | Shunsuke Nakamura (JPN)                                |
| 1500 meter  | Kim Min-seok (KOR)                                 | Takuro Oda (JPN)                                       | Taro Kando (JPN)                                       |
| 5000 meter  | Lee Seung-hoon (KOR)                               | Ryosuke Tsuchiya (JPN)                                 | Seitaro Ichinohe (JPN)                                 |
| 10000 meter | Lee Seung-hoon (KOR)                               | Ryosuke Tsuchiya (JPN)                                 | Seitaro Ichinohe (JPN)                                 |
| Masstart    | Lee Seung-hoon (KOR)                               | Shane Williamson (JPN)                                 | Kim Min-seok (KOR)                                     |
| Lag         | Sydkorea Joo Hyong-jun Kim Min-seok Lee Seung-hoon | Japan Shota Nakamura Shane Williamson Ryosuke Tsuchiya | Kazakstan Dmitrij Babenko Denis Kuzin Fjodor Mezentsev |

| Damer      | Guld                                         | Silver                                          | Brons                          |
| 500 meter  | Nao Kodaira (JPN)                            | Lee Sang-hwa (KOR)                              | Arisa Go (JPN)                 |
| 1000 meter | Nao Kodaira (JPN)                            | Miho Takagi (JPN)                               | Zhang Hong (CHN)               |
| 1500 meter | Miho Takagi (JPN)                            | Misaki Oshigiri (JPN)                           | Zhang Hong (CHN)*              |
| 3000 meter | Miho Takagi (JPN)                            | Kim Bo-reum (KOR)                               | Ayano Sato (JPN)               |
| 5000 meter | Kim Bo-reum (KOR)                            | Han Mei (CHN)                                   | Mai Kiyama (JPN)               |
| Masstart   | Miho Takagi (JPN)                            | Ayano Sato (JPN)                                | Kim Bo-reum (KOR)              |
| Lag        | Japan Misaki Oshigiri Nana Takagi Ayano Sato | Sydkorea Park Ji-woo Noh Seon-yeong Kim Bo-reum | Kina Zhao Xin Liu Jing Han Mei |

### Ishockey

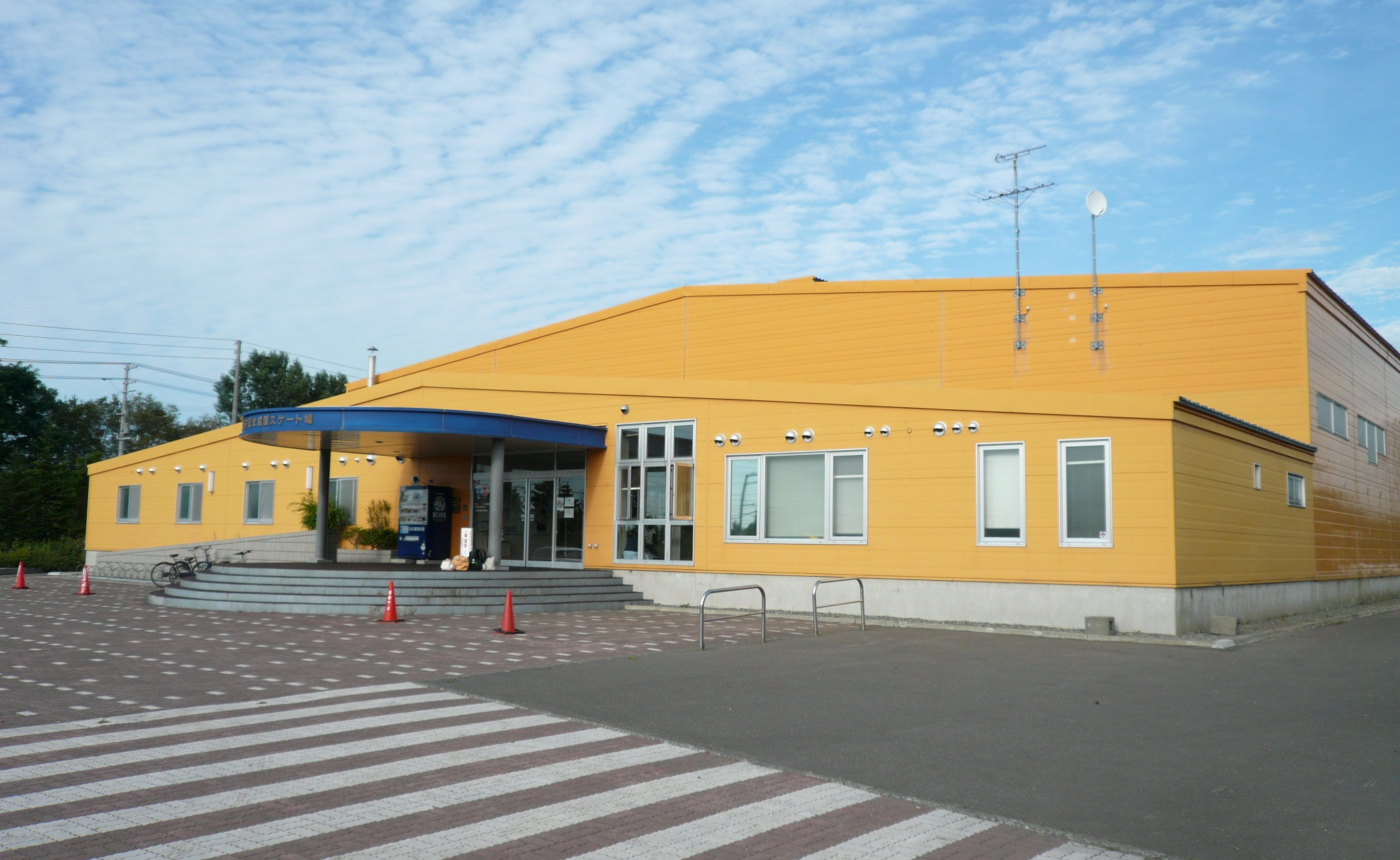
Huvudarenan för turneringarna i ishockey var Emori Memorial Hoshioki isrink

De två turneringarna i ishockey avgjordes i Tsukisamugymnasiet, Mikahogymnasiet och Emori Memorial Hoshioki isrink.

#### Resultat[6]
|        | Guld      | Silver   | Brons     |
| Herrar | Kazakstan | Sydkorea | Japan     |
| Damer  | Japan     | Kina     | Kazakstan |

### Konståkning

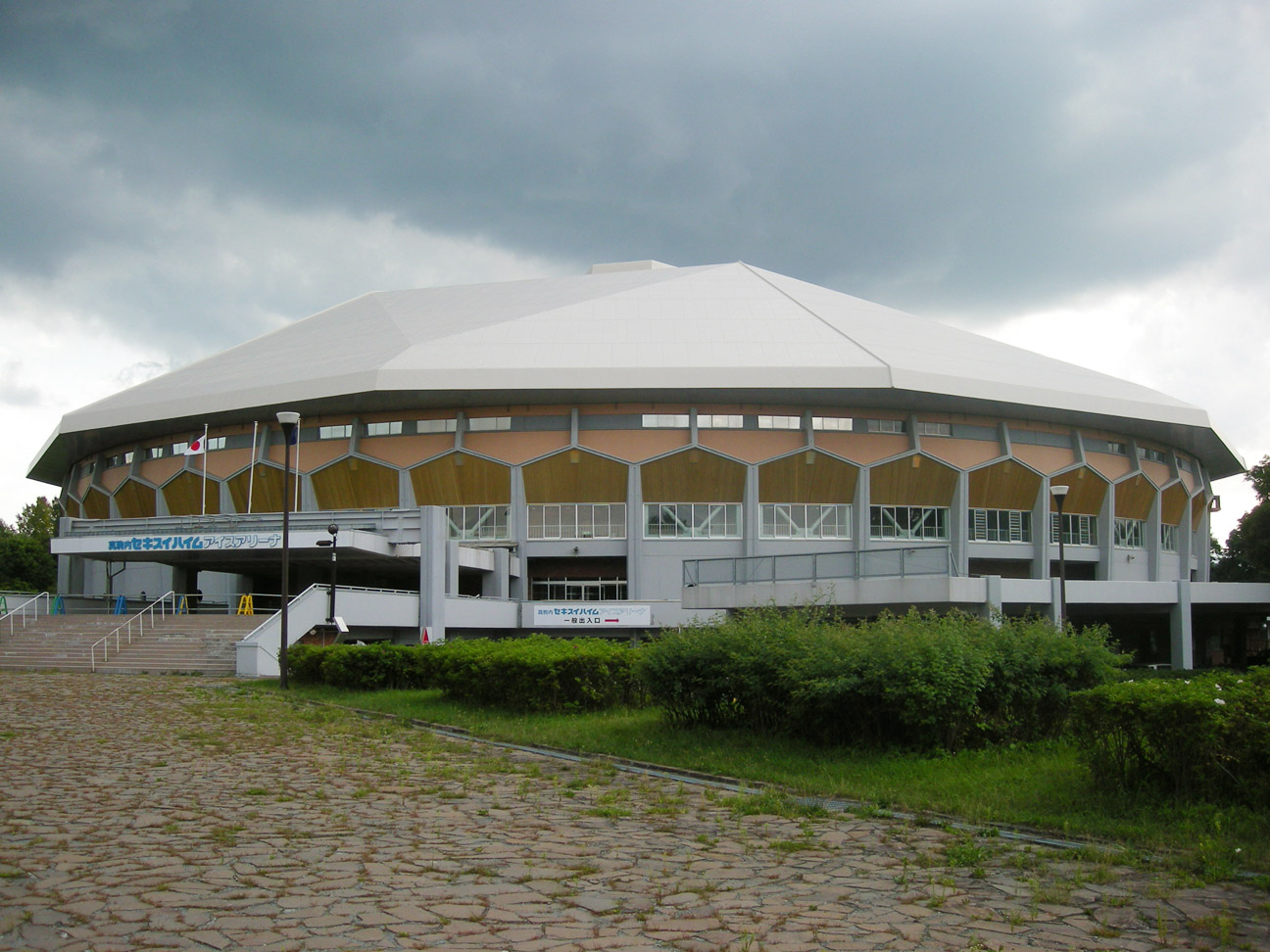
Makomanai isarena i Sapporo där tävlingarna i konståkning och short track avgjordes

Tävlingarna i konståkning avgjordes i Makomanai isarena och bestod av fyra grenar.

#### Resultat[6]
|               | Guld                          | Silver                           | Brons                          |
| Herrar singel | Shoma Uno (JPN)               | Jin Boyang (CHN)                 | Yan Han (CHN)                  |
| Damer singel  | Choi Da-bin (KOR)             | Li Zijun (CHN)                   | Elizabet Tursynbajeva (KAZ)    |
| Par           | Yu Xiaoyu / Zhang Hao (CHN)   | Peng Cheng / Jin Yang (CHN)      | Ryom Tae-ok / Kim Ju-sik (PRK) |
| Isdans        | Wang Shiyue / Liu Xinyu (CHN) | Kana Muramoto / Chris Reed (JPN) | Zhao Yan / Chen Hong (CHN)     |

### Längdskidåkning
Tävlingarna i längdskidåkning avgjordes i Shirahatayama skidstadion och bestod av tio grenar.

#### Resultat[6]
| Herrar                 | Guld                                                              | Silver                                                                      | Brons                                                        |
| 10 km klassisk stil    | Akira Lenting (JPN)                                               | Kim Magnus (KOR)                                                            | Kohei Shimizu (JPN)                                          |
| 15 km fristil          | Rinat Muchin (KAZ)                                                | Naoto Baba (JPN)                                                            | Akira Lenting (JPN)                                          |
| 30 km masstart fristil | Akira Lenting (JPN)                                               | Sergej Tjerepanov (KAZ)                                                     | Nikolaj Tjebotko (KAZ)                                       |
| 4 x 7,5 km stafett     | Japan Kashiwabara Nobuhito Kohei Shimizu Naoto Baba Akira Lenting | Kazakstan Sergej Tjerepanov Yerdos Achmadijev Nikolaj Tjebotko Rinat Muchin | Sydkorea Hwang Jun-ho Park Seong-beom Kim Min-woo Kim Magnus |
| Sprint                 | Kim Magnus (KOR)                                                  | Sun Qinghai (CHN)                                                           | Kashiwabara Nobuhito (JPN)                                   |

| Damer                  | Guld                                                               | Silver                                        | Brons                                                 |
| 5 km klassisk stil     | Yuki Kobayashi (JPN)                                               | Jelena Kolomina (KAZ)                         | Li Hongxue (CHN)                                      |
| 10 km fristil          | Yuki Kobayashi (JPN)                                               | Lee Chae-won (KOR)                            | Jelena Kolomina (KAZ)                                 |
| 15 km masstart fristil | Yuki Kobayashi (JPN)                                               | Lee Chae-won (KOR)                            | Li Hongxue (CHN)                                      |
| 4 x 5 km stafett       | Japan Hikari Miyazaki Kozue Takizawa Yuki Kobayashi Chisa Obayashi | Kina Man Dandan Li Xin Chi Chunxue Li Hongxue | Sydkorea Je Sang-mi Han Da-som Ju Hye-ri Lee Chae-won |
| Sprint                 | Man Dandan (CHN)                                                   | Jelena Kolomina (KAZ)                         | Ju Hye-ri (KOR)                                       |

### Short track
Tävlingarna i short track avgjordes i Makomanai isarena och bestod av 8 grenar.

#### Resultat[6]
| Herrar             | Guld                                           | Silver                                                   | Brons                                                                  |
| 500 meter          | Wu Dajing (CHN)                                | Seo Yi-ra (KOR)                                          | Park Se-yeong (KOR)                                                    |
| 1000 meter         | Seo Yi-ra (KOR)                                | Sin Da-woon (KOR)                                        | Keita Watanabe (JPN)*                                                  |
| 1500 meter         | Park Se-yeong (KOR)                            | Wu Dajing (CHN)                                          | Lee Jung-su (KOR)                                                      |
| 5000 meter stafett | Kina Wu Dajing Han Tianyu Ren Ziwei Xu Hongzhi | Sydkorea Lee Jung-su Seo Yi-ra Sin Da-woon Park Se-yeong | Japan Hiroki Yokoyama Kazuki Yoshinaga Keita Watanabe Ryosuke Sakazume |

| Damer              | Guld                                                                    | Silver                                       | Brons                                                                      |
| 500 meter          | Zang Yize (CHN)                                                         | Ayuko Ito (JPN)                              | Choi Min-jeong (KOR)                                                       |
| 1000 meter         | Shim Suk-hee (KOR)                                                      | Choi Min-jeong (KOR)                         | Sumire Kikuchi (JPN)                                                       |
| 1500 meter         | Choi Min-jeong (KOR)                                                    | Shim Suk-hee (KOR)                           | Guo Yihan (CHN)                                                            |
| 3000 meter stafett | Sydkorea Shim Suk-hee Choi Min-jeong Noh Do-hee Kim Ji-yoo Kim Geon-hee | Kina Fan Kexin Qu Chunyu Zang Yize Guo Yihan | Kazakstan Iong A Kim Anastassija Krestova Madina Zjanbussinova Anita Nagaj |

### Skidskytte
Tävlingarna i skidskytte avgjordes i Nishioka skidskyttestadion och bestod av 7 grenar.

#### Resultat[6]
| Herrar            | Guld                   | Silver                    | Brons                  |
| Sprint 10 km      | Jan Savitskij (KAZ)    | Vassilij Podkorytov (KAZ) | Mikito Tachizaki (JPN) |
| Jaktstart 12,5 km | Mikito Tachizaki (JPN) | Jan Savitskij (KAZ)       | Kim Yong-gyu (KOR)     |
| Masstart 15 km    | Jan Savitskij (KAZ)    | Wang Wenqiang (CHN)       | Kosuke Ozaki (JPN)     |

| Damer            | Guld                      | Silver              | Brons                  |
| Sprint 7,5 km    | Galina Visjnevskaja (KAZ) | Zhang Yan (CHN)     | Alina Raikova (KAZ)    |
| Jaktstart 10 km  | Galina Visjnevskaja (KAZ) | Zhang Yan (CHN)     | Darja Ussanova (KAZ)   |
| Masstart 12,5 km | Galina Visjnevskaja (KAZ) | Alina Raikova (KAZ) | Fuyuko Tachizaki (JPN) |

| Mix                           | Guld                                                                   | Silver                                                                  | Brons                                                                 |
| Stafett 2 x 6 km + 2 x 7,5 km | Kazakstan Galina Visjnevskaja Darja Ussanova Maxim Braun Jan Savitskij | Kazakstan Alina Raikova Anna Kistanova Vassilij Podkorjtov Anton Pantov | Japan Fuyuko Tachizaki Yurie Tanaka Mikito Tachizaki Tsukasa Kobonoki |

### Snowboard
Tävlingarna i snowboard avgjordes i Sapporo Teine och Sapporo Bankei skidarena och bestod av 6 grenar.

#### Resultat[6]
| Herrar     | Guld              | Silver              | Brons                  |
| Halfpipe   | Zhang Yiwei (CHN) | Kweon Lee-jun (KOR) | Ayumu Nedefuji (JPN)   |
| Storslalom | Lee Sang-ho (KOR) | Choi Bo-gun (KOR)   | Shinnosue Kamino (JPN) |
| Slalom     | Lee Sang-ho (KOR) | Yuya Suzuki (JPN)   | Kim Sang-kyum (KOR)    |

| Damer      | Guld               | Silver             | Brons              |
| Halfpipe   | Liu Jiayu (CHN)    | Cai Xuetong (CHN)  | Kurumi Imai (JPN)  |
| Storslalom | Eri Yanetani (JPN) | Zang Ruxin (CHN)   | Gong Naiying (CHN) |
| Slalom     | Zang Ruxin (CHN)   | Eri Yanetani (JPN) | Shin Da-hae (KOR)  |